# Gesellschaft für musikalische Aufführungs- und mechanische Vervielfältigungsrechte

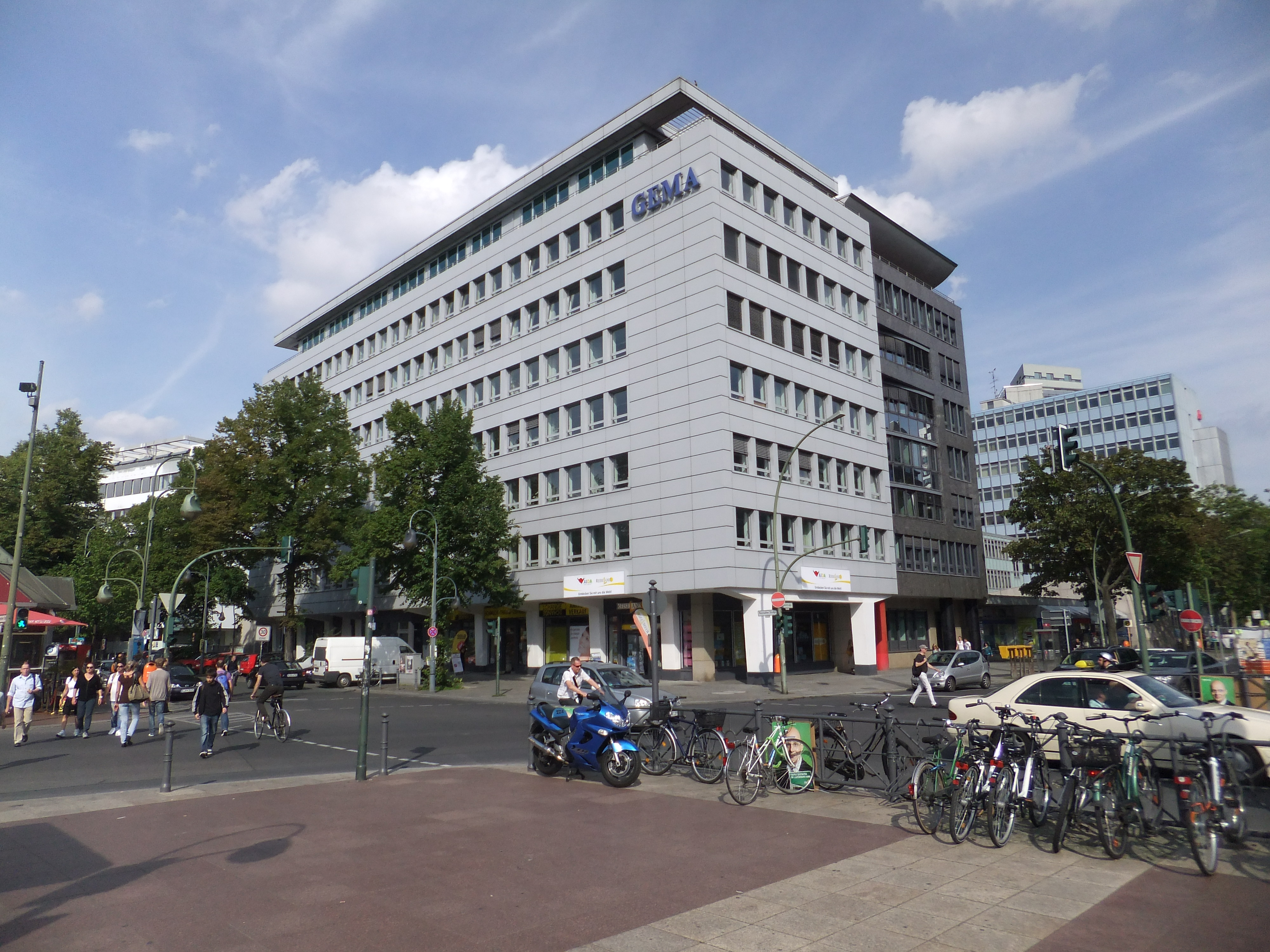

La Gesellschaft für musikalische Aufführungs- und mechanische Vervielfältigungsrechte o GEMA (in italiano Società per i diritti di riproduzione meccanica e l'esibizione musicale) è un'organizzazione dei diritti di esibizione tedesca avente i principali uffici amministrativi a Berlino e Monaco di Baviera. È membro della BIEM e della CISAC.